# Научно-исследовательский институт по вентиляции и очистке воздуха на горнорудных предприятиях
Научно-исследовательский институт по вентиляции и очистке воздуха на горнорудных предприятиях (НИИРудвентиляция) — научно-исследовательская организация в городе Кривой Рог.

## История
В июне 1957 года в городе Кривой Рог организована лаборатория Института горного дела АН УССР по борьбе с силикозом при подземной разработке руд.
В феврале 1960 года лаборатория реорганизована в филиал Института горного дела АН УССР. Задачей была определена разработка средств и методов борьбы с пылью на рудниках, обогатительных и агломерационных фабриках.
В июне 1964 года филиал преобразован в научно-исследовательский институт «Металлургвентиляция» (НИИМеталлургвентиляция). Получена задача исследований по вентиляции, пылеуловлению и очистке воздуха на предприятиях металлургической промышленности.
В апреле 1968 года переименован в Институт по вентиляции и очистке воздуха на горнорудных предприятиях (НИИРудвентиляция) с изменением направления деятельности.
В 1972 году на базе института образован Всесоюзный научно-исследовательский институт безопасности труда в горнорудной промышленности.

## Характеристика
Институт имел свою аспирантуру, на базе которой подготовлено более 25 кандидатов технических наук.

## Награды
- Дипломы 2-й и 3-й степеней ВДНХ СССР — за создание новых средств обеспыливания воздуха на горнорудных предприятиях.